# Homology, Homotopy and Applications
Homology, Homotopy and Applications is een internationaal, aan collegiale toetsing onderworpen open access wetenschappelijk tijdschrift op het gebied van de algebraïsche topologie. De naam wordt in literatuurverwijzingen meestal afgekort tot Homol. Homotopy Appl. Het wordt uitgegeven door International Press en verschijnt twee keer per jaar Het eerste nummer verscheen in 1999.